# Окто
Окто (фр. Octo) је била француска компанија за производњу аутомобила.

## Историја компаније
Луј Виен је 1921. године основао је компанију у Курбвоау за производњу аутомобила, под именом бренда Окто, која је прекнула произвоњу 1928. године. Луј Виен је 1922. године основао компанију Картере.

## Аутомобили
На 15. Париском мото шоу, у октобру 1919, Окто приказује свој аутомобил Окто тип А класе 10HP са међуосовинском растојањем 2.700 мм кога је покретао четвороцилиндрични мотор произвођача Ballot запремине 1590 cm³. Његова цена је бла 13.600 франака за Торпедо каросерију.
До октобра 1924. године је мотор био замењен мотором произвођача Руби са бочним вентилима и запремине 972 cm³ који је био класе 7HP, а међуосовинско растојање је смањено на 2.500 мм. Овај аутомобил је имао цену од 12.800 франака, са каросеријом Торпедо. Многи Окто аутомобили су били са 2 седишта. Поред тога произведени су и као доставно возило или роудстер.
На 20. Париском мото шоу, у октобру 1926. године, Окто излаже два модела. Први мотором произвођача Руби. запремине 972 cm³ који је био класе 7HP, сада на аутомобилу са међуосовинским растојањем од 2,250 мм. Други је био класе 9HP који покреће мотор произвођача Руби запремине 1097 cm³ са међуосовинским растојањем од 2,600 мм. Произвођач је приказао и новитет за 1926. са додатком предње кочнице. Цена за овај модел каросерије Торпедо са 2 места краћи је 18.800 франака и 4 места дужи 30.000 франака.